# Tamara Konstantinova
Tamara Fyodorovna Konstantinova (1919-1999) foi uma piloto soviética durante a Segunda Guerra Mundial. Em 29 de junho de 1945, ela foi premiada com o título de Heroína da União Soviética. O seu irmão, Vladimir Konstantinov, também foi um Herói da União Soviética.